# Главное управление вооружения ВМС США
Главное управление вооружения ВМС США (англ. Bureau of Ordnance, BuOrd, буквальный перевод «Бюро боеприпасов») — подразделение Военно-морского министерства США, отвечавшее за разработку, приобретение, хранение и развёртывание всех видов морских вооружений. Существовало в период с 1862 по 1959 год, когда было реорганизовано в управление вооружения ВМС (англ. Bureau of Naval Weapons, BuWeps).

## История
Конгресс США учредил BuOrd в соответствии с актом от 5 июля 1862 года (12 Stat. 510), путём передачи гидрографических функций из Управления вооружения и гидрографии (англ. Bureau of Ordnance and Hydrography) в Управление навигации (англ. Bureau of Navigation).
В начальный период XX века BuOrd было вовлечено в процесс разработки средств воздушного нападения, что часто приводило к трениям во взаимоотношениях с Управлением аэронавтики (BuAer), отвечавшим за разработки в области морской авиации. Управление аэронавтики вело работы по беспилотным летательным аппаратам, что вызывало конфликт с Главным управлением вооружения, так как пересекалось с его деятельностью по разработке управляемого ракетного оружия. После Второй мировой войны руководство ВМФ начало искать пути улучшения координации работ между двумя управлениями и в итоге пришло к решению объединить обе организации в новое, единое управление, названное Управление вооружения ВМС (BuWeps).
Главное управление вооружения было упразднено 1 декабря 1959 года согласно акту от 18 августа 1959 года (73 Stat. 395) объединением с Управлением аэронавтики (англ. Bureau of Aeronautics), при этом было создано Управление вооружения ВМС (англ. Bureau of Naval Weapons, BuWeps), взявшее на себя функции обоих управлений.
Управление BuWeps, в свою очередь, было упразднено в 1966 году, когда ВМФ США реорганизовал систему своего материального обеспечения, создав вместо BuWeps Командование авиационных систем ВМС (англ. Naval Air Systems Command, NAVAIR). Помимо NAVAIR новая структура включала в себя Командование корабельных систем ВМС (англ. Naval Ship Systems Command, NAVSHIPS) и Командование систем вооружения ВМС (англ. Naval Ordnance Systems Command, NAVORD). Функции, касающиеся вооружения кораблей и подводных лодок отошли к Командованию систем вооружения ВМС, тогда как авиационные вооружения оказались в ведении NAVAIR.
В июле 1974 года NAVORD и NAVSHIPS были объединены в Командование морских систем ВМС (англ. Naval Sea Systems Command, NAVSEA). Традиционные функции по ведению систем вооружения ВМС сейчас осуществляются Центром разработки надводного вооружения ВМС (англ. Naval Surface Warfare Center), подчинённым NAVSEA.

## Начальники Главного управления вооружений
| Начальник бюро                                                  | Срок | Срок |
| --------------------------------------------------------------- | ---- | ---- |
| контр-адмирал Джон Дальгрен                                     | 1862 | 1963 |
| капитан 1-го ранга Генри Уайз (англ. Henry Augustus Wise)       | 1863 | 1868 |
| контр-адмирал Джон Дальгрен                                     | 1868 | 1869 |
| контр-адмирал Август Кейс (англ. Augustus Case)                 | 1869 | 1873 |
| коммодор Уильям Н. Джефферс (англ. William N. Jeffers)          | 1873 | 1881 |
| коммодор Монтгомери Сикар (англ. Montgomery Sicard)             | 1881 | 1890 |
| капитан 1-го ранга Уильям М. Фолджер (англ. William M. Folger)  | 1890 | 1893 |
| коммодор Уильям Т. Сампсон                                      | 1893 | 1897 |
| контр-адмирал Чарльз О’Нил (англ. Charles O'Neil)               | 1897 | 1904 |
| контр-адмирал Джордж Конверс (англ. George A. Converse)         | 1904 | 1904 |
| контр-адмирал Ньютон Мэйсон (англ. Newton E. Mason)             | 1904 | 1911 |
| контр-адмирал Натан К. Твайнинг (англ. Nathan Crook Twining)    | 1911 | 1913 |
| контр-адмирал Джозеф Штраус (англ. Joseph Strauss)              | 1913 | 1916 |
| контр-адмирал Ральф Эрл (англ. Ralph Earle)                     | 1916 | 1920 |
| контр-адмирал Чарльз Маквей Мл. (англ. Charles B. McVay, Jr.)   | 1920 | 1923 |
| контр-адмирал Клод Ч. Блох (англ. Claude C. Bloch)              | 1923 | 1927 |
| контр-адмирал Уильям Д. Леги                                    | 1927 | 1931 |
| контр-адмирал Эдгар Б. Лаример (англ. Edgar B. Larimer)         | 1931 | 1934 |
| контр-адмирал Гарольд Р. Старк                                  | 1934 | 1937 |
| контр-адмирал Уильям Р. Фарлонг (англ. William R. Furlong)      | 1937 | 1941 |
| контр-адмирал Уильям Г. П. Бланди (англ. William H. P. Blandy)  | 1941 | 1943 |
| вице-адмирал Джордж Р. Хьюзи Мл. (англ. George R. Husey, Jr.)   | 1943 | 1947 |
| контр-адмирал Аблер Нобл (англ. Ablerg G. Noble)                | 1947 | 1950 |
| контр-адмирал Малькольм Ф. Шеффель (англ. Malcom F. Schoeffel)  | 1950 | 1954 |
| контр-адмирал Фредерик С. Уитингтон англ. Fredric S. Withington | 1954 | 1958 |